# Дьйордь Міжеї
Дьйордь Міжеї (угор. Mizsei György; 30 листопада 1971, Кішкунфеледьгаза, Бач-Кішкун) — угорський професійний боксер, призер Олімпійських ігор та чемпіонатів Європи.

## Спортивна кар'єра
На чемпіонаті Європи 1991 Дьйордь Міжеї, здобувши дві перемоги і програвши в півфіналі Володимиру Єрещенко (СРСР), завоював бронзову медаль в категорії до 67 кг.
На Олімпійських іграх 1992 в категорії до 71 кг завоював бронзову медаль.
- В 1/16 фіналу переміг Фабриціо де К'яра (Італія) — 13-4
- В 1/8 фіналу переміг Хендріка Сімангунсона (Індонезія) — 17-5
- В чвертьфіналі переміг Маселіно Масое (Американське Самоа) — 17-3
- В півфіналі програв Хуану Карлос Лемус (Куба) — 2-10

На чемпіонаті світу 1993 програв в першому бою Гейру Хітленду (Норвегія).
На чемпіонаті світу 1995 програв в першому бою Джеффрі Кларку (США).
На чемпіонаті Європи 1996 після перемог над Віталієм Шпаковським (Білорусь), Алі Ісмаїловим (Азербайджан) та Сергієм Городнічовим (Україна) Дьйордь Міжеї програв в півфіналі Маркусу Беєр (Німеччина) — 4-12.
На Олімпіаді 1996 переміг Річарда Роулеса (Австралія) — 10-2 і знов програв Маркусу Беєр — 6-14, вибувши з боротьби за нагороди.
1997 року Міжеї спробував свої сили в професійному боксі, але зазнав поразки в першому бою. Загалом провів чотири боя.